# 高铁路 (合肥)
高铁路，合肥南站片区路网工程之一，全长约1.9公里，东起北海云路，西至龙川路。曾亦包括现太平湖路之包河大道至仙人石路段。设有通往合肥南站西落客平台的A、B、G、F四条匝道。

## 轨道交通
- █ 4号线：淝南